# Isa Voss
Isa Voss, pseudoniem voor Maria Voorspoels (Kontich, 1 februari 1909 – Antwerpen, 10 november 1939) was een Belgisch danseres.
Ze kreeg haar opleiding van Lien Engelen, later van Rudolf von Laban, Kurt Jooss en Sigurd Leeder aan de Folkwangschul in Essen. Ze werd dan ook genoemd als danseres binnen de Labanschool. In 1934 studeerde ze af. In 1937 stichtte ze haar eigen dansgroep, die met name in Vlaanderen actief was. De Algemene muziek encyclopedie noemde balletten Droomgestalte (1935), Leven (1938, zonder muziek), De jongeling en Het meisje (1935, beide op Oudhollandse muziek). Ze trad ook op als choreograaf van de balletten Les petits riens (1937), Klage (1937), Klacht der levenden (1938) en De zeven tegen Thebe (1939).
Ze werd ook nog in 2021 gezien als een van de pioniers binnen de Belgische moderne dans, samen met Lea Daan, Rose d'Ivry, Jenny Laroche, Akarova, Elsa Darciel en Francesca d'Aler. Tegelijkertijd werd vastgesteld dat ze alle zes grotendeels vergeten zijn; ze waren danseres in een tijd dat vrouwelijke artiesten nauwelijks gedocumenteerd werden (gendered attention). 
Ze overleed op dertigjarige leeftijd.
- Library of Congress Control Number: n97853882
- Virtual International Authority File: 53448625